# Imogen Cairns
Imogen Jane Cairns (Southmead, 26 de Janeiro de 1989), é uma ginasta britânica que compete em provas de ginástica artística. Fez parte da equipe britânica que disputou os Jogos Olímpicos de Pequim em 2008, na China, e terminou na nona colocação por equipes.

## Carreira
Imogen começou sua carreira na ginástica sênior em 2005, no Campeonato Nacional Britânico, conseguindo conquistar duas medalhas de prata, no solo e salto sobre a mesa. No ano posterior, no Campeonato Europeu de Volos, a ginasta classificou-se para a final do salto, sofrendo a queda, terminou com a oitava e última colocação. Ainda em 2006, participou dos Jogos da Commonwealth de 2006, em Melbourne, sendo medalhista de ouro no salto e prata por equipes. Em 2008, em sua primeira aparição olímpica, nos Jogos Olímpicos de Pequim, Imogen conquistou a nona colocação por equipes, e a 33ª no individual geral.

## Principais resultados
| Ano  | Evento                                    | AA  | Equipe           | Salto sobre o cavalo | Trave | Barras assimétricas | Solo             |
| ---- | ----------------------------------------- | --- | ---------------- | -------------------- | ----- | ------------------- | ---------------- |
| 2005 | Campeonato Nacional Britânico             |     |                  | Medalha de prata     |       |                     | Medalha de prata |
| 2006 | Campeonato Europeu                        |     |                  | 8º                   |       |                     |                  |
| 2006 | Jogos da Commonwealth                     |     | Medalha de prata | Medalha de ouro      |       |                     |                  |
| 2008 | Jogos Olímpicos                           | 33º | 9º               |                      |       |                     |                  |
| 2010 | Jogos da Commonwealth                     |     | Medalha de prata | Medalha de ouro      |       |                     | Medalha de ouro  |
| 2010 | Campeonato Mundial de Ginástica Artística |     |                  | 8º                   |       |                     |                  |